# Stanisław Wilhelm Lilpop
 (juillet 2024).
La mise en forme du texte ne suit pas les recommandations de Wikipédia : il faut le « wikifier ».
Les points d'amélioration suivants sont les cas les plus fréquents. Le détail des points à revoir est peut-être précisé sur la page de discussion.
- Les titres sont pré-formatés par le logiciel. Ils ne sont ni en capitales, ni en gras.
- Le texte ne doit pas être écrit en capitales (les noms de famille non plus), ni en gras, ni en italique, ni en « petit »…
- Le gras n'est utilisé que pour surligner le titre de l'article dans l'introduction, une seule fois.
- L'italique est rarement utilisé : mots en langue étrangère, titres d'œuvres, noms de bateaux, etc.
- Les citations ne sont pas en italique mais en corps de texte normal. Elles sont entourées par des guillemets français : « et ».
- Les listes à puces sont à éviter, des paragraphes rédigés étant largement préférés. Les tableaux sont à réserver à la présentation de données structurées (résultats, etc.).
- Les appels de note de bas de page (petits chiffres en exposant, introduits par l'outil «  Source ») sont à placer entre la fin de phrase et le point final[comme ça].
- Les liens internes (vers d'autres articles de Wikipédia) sont à choisir avec parcimonie. Créez des liens vers des articles approfondissant le sujet. Les termes génériques sans rapport avec le sujet sont à éviter, ainsi que les répétitions de liens vers un même terme.
- Les liens externes sont à placer uniquement dans une section « Liens externes », à la fin de l'article. Ces liens sont à choisir avec parcimonie suivant les règles définies. Si un lien sert de source à l'article, son insertion dans le texte est à faire par les notes de bas de page.
- La présentation des références doit suivre les conventions bibliographiques. Il est recommandé d'utiliser les modèles {{Ouvrage}}, {{Chapitre}}, {{Article}}, {{Lien web}} et/ou {{Bibliographie}}. Le mode d'édition visuel peut mettre en forme automatiquement les références.
- Insérer une infobox (cadre d'informations à droite) n'est pas obligatoire pour parachever la mise en page.

Pour une aide détaillée, merci de consulter Aide:Wikification.
Si vous pensez que ces points ont été résolus, vous pouvez retirer ce bandeau et améliorer la mise en forme d'un autre article.
 (juillet 2024).
Stanisław Wilhelm Lilpop est un industriel et photographe polonais, né  le 19 décembre 1863 à Varsovie, et mort le 5 novembre 1930 dans la même ville. Il est l'un des fondateurs de la cité-jardin Podkowa Leśna près de Varsovie.

## Biographie
Stanisław Wilhelm Lilpop est l'un des huit enfants de Stanisław Lilpop et Joanna née Petzold. Son arrière-grand-père quitte la ville de Graz (Autriche) pour se rendre Varsovie en 1789. Ce dernier y fondé une entreprise horlogère (en activité jusqu'en 1939). Son père, héritier de l'entreprise familiale, était l'un des entrepreneurs polonais les plus riches du pays, mécène et collectionneur d'œuvres d'art.
Stanisław Wilhelm Lilpop étudie à la faculté de commerce de l'université technique de Riga entre 1884 et 1889. Après le décès de son père en 1866, il hérite d'une fortune importante, évaluée à 320 000 roubles en argent, ainsi que d'actions dans des usines de production de machines et des raffineries de sucre.
En 1909, il vend la plupart des terres héritées de Brwinów, et avec l'argent obtenu en 1910, il part faire un safari au Kenya. Le but de cette expédition était d'obtenir des trophées de chasse (certains d'entre eux se trouvent aujourd'hui au musée de Stawisko à Podkowa Lesna) et des objets d'art de la culture kenyane. Il revient avec une immense collection de photographies (plusieurs dizaines d'albums) qui lui ont permis de capter la riche culture, les rituels et les costumes qui n'existent plus de cette population locale.
Lors de l'indépendance de la Pologne en 1920, Lilpop parvient à convaincre les autorités de faire passer une ligne de chemin de fer à travers la région de Podkowa Leśna, et en même temps de créer une société sous le nom de « Miasto Ogród Podkowa Leśna ». En 1925, il transfère les quartiers de la future ville à titre d'apport en nature à une société par actions dont il en obtient 40%. Sur une partie de la zone préservée, il fait construire en 1928 la villa « Stawisko » pour sa fille Anna et son mari Jarosław Iwaszkiewicz.
Photographe passionné, Stanisław Lilpop laisse derrière lui une riche collection de photographies colorées prises selon la méthode autochrome. Certaines de ses photographies ont été présentées en 2015 lors d'une exposition à la Maison de l'Histoire à Varsovie.
Il se suicide le 5 novembre 1930 à l'hôtel Bristol, et il repose au cimetière de Brwinów.

Il a inspiré le personnage de Monsieur Liebe du roman Soból i Panna de Józef Weyssenhoff. Il est également le héros du roman Stulecie Winnych d'Albena Grabowska. Son rôle dans la série du même nom a été joué par Adam Ferency.
1. ↑  « Family Tree - Geni », sur www.geni.com (consulté le 22 juin 2025)